# Thomas Rückert
Thomas Rückert (* 1970 in Würzburg) ist ein deutscher Jazzpianist.

## Leben
Rückert, der aus einem musikalischen Elternhaus stammt (sein jüngerer Bruder ist der Jazzschlagzeuger Jochen Rückert), begann im Alter von sieben Jahren mit Klavierunterricht; mit 16 Jahren kamen Saxophon und Schlagzeug dazu. Ab 1990 studierte er an der Musikhochschule Köln bei Rainer Brüninghaus und John Taylor, das er mit dem Aufbaustudiums „Konzertexamen“ zum Abschluss brachte. Weiter unternahm er zwischen 1991 und 2000 Reisen nach Indien, Afrika und Nordamerika, um dort Musik zu studieren.
Arbeitsaufenthalte in New York City, wo sein Bruder seit 1995 lebt, wirkten sich auf die ersten Alben unter eigenem Namen aus, die zwischen 2002 und 2006 mit seinem Trio entstanden, das zunächst mit seinem Bruder und wechselnden Bassisten (Dietmar Fuhr, Matt Penman bzw. Matthias Pichler) besetzt war. Es entstanden die Alben Debut (JHM, 2002), Dust of Doubt (Pirouet Records, 2004) und Blue in Green (Pirouet Records, 2006). Gleichzeitig trat Thomas Rückert in Fernseh- und Rundfunkproduktionen u. a. des WDR auf und gastierte auf Festivals wie den Istanbuler Jazztagen, den Hildener Jazztagen oder dem Audi-Jazz-Festival in Köln. Auslandstourneen führten ihn bis nach Balbeck im Libanon. Mit dem Saxophonisten Johannes Lemke tritt er im Duo auf, darunter auf den Leverkusener Jazztagen; 2008 erschien auf Jazzsick Records von ihnen das Album Jnana. Mit Anne Hartkamp legte er ein Tributalbum an Bill Evans vor.
Wichtig war für ihn war bereits seit 2002 die Zusammenarbeit mit Lee Konitz, die 2016 fortgesetzt wurde (mit seinem Trio, nun mit Reza Askari und Fabian Arends, das bei Double Moon Records die Trioalben Meera (2013) und Parvaneh (2015) veröffentlichte). Doch arbeitet er auch mit anderen Musikern und Bands zusammen wie Ed Kröger, Greetje Kauffeld, Mark Murphy, Kevin Mahogany, Tony Lakatos, Randy Brecker, Adam Nussbaum, Ack van Rooyen, Jay Anderson, John Goldsby und seinem Bruder Jochen. 
Neben seiner Tätigkeit als Jazzpianist unterrichtet Rückert an der Folkwang Universität der Künste und der Hochschule Osnabrück. Er wohnt in Neunkirchen-Seelscheid nahe Köln.